# 帕納久里什泰
帕納久里什泰是保加利亞中部帕扎爾吉克州帕納久里什泰市鎮的城鎮及行政中心，距離州府帕扎爾吉克43公里，海拔高度550米，2015年人口15,275，大部分居民信奉基督教。

## 外部連結
- 帕納久里什泰市鎮官方网站 （页面存档备份，存于） （保加利亚文）
- Radio and television in Panagyurishte （页面存档备份，存于）